# Тахириди
Тахиридска Монархија (перс. طاهریان) је назив за иранску државу која је у 9. веку обухватала североисточна подручја Великог Ирана: данашњи Иран, Авганистан, Таџикистан, Туркменистан и Узбекистан. Престоница је прво била смештена у Мерву, а потом је пребачена у Нишапур. Тахариди се уз Саманиде сматрају првом независном иранском династијом након Сасанидске Монархије.
Тахириди су као абасидски вазали прво владали у Хорасану, али временом су остваривали све већи степен самосталности. Оснивач Тахаридске Монархије био је Тахир ибн Хусеин, генерал који је у почетку каријере служио абасидског калифа из Багдада, а потом је због заслуга добио велике делове земље у источном Ирану. Тахириди су убрзо проширили утицај и до Индије, а играли су важну војну улогу и у самом Багдаду будући да су били цењени као изврсни ратници. Тахаридска држава нестала је 873. године када је припојена Сафаридској Монархији.